# Фордіцідії
Фордіцідії (від лат. forda «тільна (Корова)» та лат. caedere «вбивати») — у Стародавньому Римі свято, що відзначалося 15 квітня у честь богині Теллус — матері-землі. Це окреме святкування відбувалося під час цереалій та за декілька днів до  Парілій і було одною із цілого ряду церемоній, що відбувалися у той час.  
Свою назву Фордіцідії отримали святкування від лат. fordae boves — жертвування при участі Понтифіків 30 тільних корів. Вирізані із тіла корів плоди ненароджених телят спалювалися старшою Весталкою (Virgo Vestalis Maxima). Попіл збирали і використовували для час ритуалу очищення худоби під час Парілій  та вкидали у жертовний вогонь.